# Лесные пожары в Аттике (2018)
Лесные пожары в Аттике летом 2018 года — самые сильные и разрушительные лесные пожары в Греции за последние 150 лет.
В июле 2018 года, во время европейской аномальной жары, в прибрежных районах Аттики началась серия лесных пожаров. По состоянию на май 2019 года было подтверждено, что в них погибло 102 человека. Эти природные пожары стали вторыми по числу человеческих жертв в XXI веке после лесных пожаров 2009 года в Австралии, в результате которых погибли 173 человека.

## История
Днём 23 июля 2018 года к западу от Афин, недалеко от местечка Кинета, начался лесной пожар. Через несколько часов на севере Афин недалеко от города Пентели вспыхнул второй лесной пожар. Из-за очень сильного ветра оба лесных пожара стали быстро распространяться со скоростью до 124 км/ч (12 баллов по шкале Бофорта). Пожар в Кинете сжег дома в этом районе, пожар в Пентели направился на восток в сторону пляжей, где частично начали гореть населённые пункты Мати, Neos Voutzas и Kokkino Limanaki к северу от города Рафина.

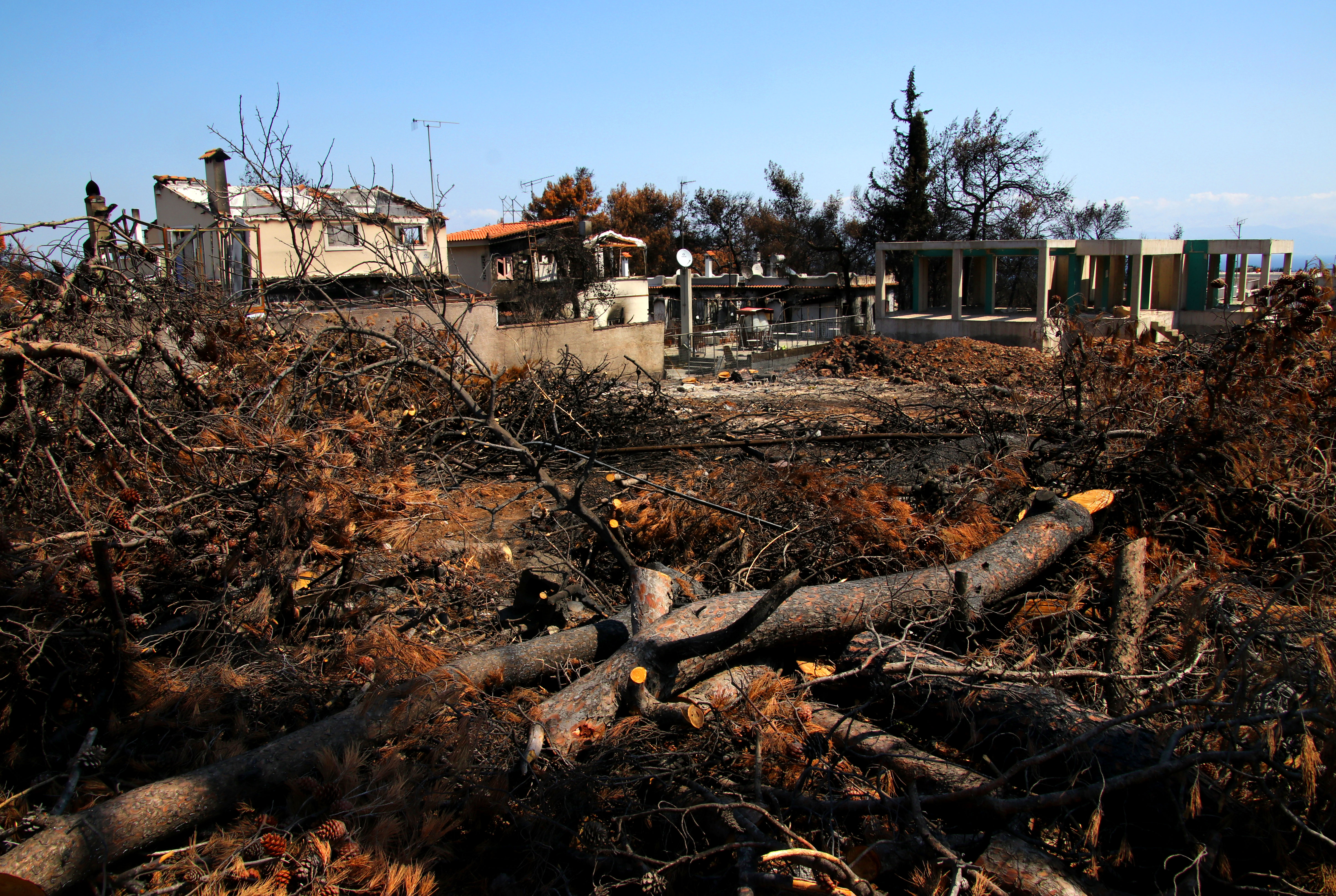
После пожара в Мати

Пламя было настолько сильным, что оно запирало и сжигало людей в своих домах, машинах или даже рядом с пляжем. Тысячи автомобилей и домов были уничтожены огнём, прежде чем через несколько часов пожар был потушен. Многие животные (дикие и домашние) погибли или были ранены в результате этого бедствия.
В мае 2019 года было подтверждено, что погибло 102 человека; жертвами были идентифицированы 48 женщин, 43 мужчины и 11 детей. Жертвами стали 97 греков, двое поляков, ирландец, бельгиец и грузин. По меньшей мере 164 взрослых и 23 ребёнка были доставлены в больницу с травмами, в том числе 11 взрослых в тяжелом состоянии. Также сообщалось, что не менее 15 раненых позже скончались в больнице.
Греция обратилась за помощью к другим странам для тушения пожаров и ликвидации чрезвычайной ситуации. Греческий заместитель министра общественного порядка и защиты граждан Никос Тоскас сказал, что никогда раньше не поступало так много предложений о помощи в борьбе с пожарами, высоко оценив солидарность других стран.